# A magyar labdarúgó-válogatott 1921. december 18-i mérkőzése
Az 1921-es Magyarország–Lengyelország labdarúgó-mérkőzés történelmi eseménye volt a lengyel futballnak. Bár Magyarország válogatottja nyerte a barátságos mérkőzést 1–0 eredménnyel, mégis nem az eredmény miatt, hanem a lengyel válogatott első világháború utáni megalakítása miatt vált fontossá a lengyel sport számára e mérkőzés.

## Történelmi háttér
A Lengyel Királyság 1795-ben tűnt el Európa térképéről, amikor is szomszédai három szakaszban elfoglalták és felosztották területét egymás közt. Mintegy 123 év telt el, mire Lengyelország ismét önálló állammá vált az első világháború végén. Az újonnan függetlenné vált nemzet nem pusztán a politikai rendszerét és a közigazgatást igyekezett újjászervezni, hanem a különböző szakágak szövetségeit is, így a lengyel nemzeti válogatottat is. 1919. december 20-án Varsóban találkoztak mindazon csapatok képviselői, melyek korábban porosz, osztrák, vagy orosz elnyomás alatt működtek, hogy létrehozzák a Lengyel labdarúgó-szövetséget. 
1919 és 1920 során Lengyelország számos háborút vívott szomszédai ellen (Lengyel–szovjet háború, Lengyel–litván háború, Nagy-lengyelországi felkelés (1918–1919)) függetlensége megtartásáért. Ilyen körülmények között nem tartottak futballmeccseket. Csak 1921 tavaszán indult meg a lengyel bajnokság, melyet a KS Cracovia Kraków labdarúgócsapat nyert.

## Nemzetközi ellenfél keresése
A Lengyel labdarúgó-szövetség megalapítását követően annak vezetői elkezdtek keresgélni az európai labdarúgó szövetségek közt, hogy ellenfelet találjanak az újonnan létrehozott nemzeti válogatott számára. A környező országokkal vívott háborúk, illetve a nem rendezett politikai viszonyok miatt nem volt komoly esélye annak, hogy a lengyel válogatott első nemzetközi mérkőzését valamelyik szomszédos ország válogatottjával vívja meg, míg más országok válogatottjainak vezetése amiatt utasította el a lengyelek felkérését, mert nem szerettek volna egy ismeretlen ellenfél ellen játszani. 
A lengyel sportvezetés megkereste az osztrákokat ez ügyben, ám hivatalosan sohasem kaptak választ. Fontolóra vették, hogy játszhatnának esetleg a francia, vagy a svéd labdarúgó-válogatott ellen, ám 1921-ben a magyarok jelezték, hogy ők szívesen játszanának a lengyel válogatottal egy barátságos mérkőzést 1921 karácsonya környékén. A lengyelek örömmel fogadták a felkérést, mivel a magyar válogatott akkoriban elég erősnek számított a kontinensen. Egyes feltételezések szerint Pozsonyi Imre, a KS Cracovia Kraków korabeli edzője latba vetette személyes kapcsolatait, hogy a lengyel csapat a magyarokkal játszhasson, míg más feltételezések szerint a hagyományosan jó lengyel–magyar kapcsolatok és a közös történelmi múlt is segített abban, hogy a lengyelek a magyar válogatottal mérhessék össze erejüket első nemzetközi mérkőzésükön.

## Keretek
| Magyarország   | Magyarország | Magyarország | Magyarország | Magyarország      |
| Név            | Kor          | Vál.         | Gól          | Klub              |
| -------------- | ------------ | ------------ | ------------ | ----------------- |
| Zsák Károly    | 26 éves      | 21           | 0            | 33 FC             |
| Amsel Ignác    | 22 éves      | 0            | 0            | Csabai AK         |
| Fogl Károly    | 27 éves      | 11           | 0            | Újpesti TE        |
| Mándi Gyula    | 22 éves      | 2            | 0            | MTK               |
| Kertész Vilmos | 31 éves      | 32           | 11           | MTK               |
| Obitz Gábor    | 22 éves      | 1            | 0            | Ferencvárosi TC   |
| Blum Zoltán    | 29 éves      | 18           | 0            | Ferencvárosi TC   |
| Pluhár István  | 28 éves      | 1            | 0            | Budapesti EAC     |
| Molnár György  | 20 éves      | 4            | 2            | MTK               |
| Szabó Jenő     | 27 éves      | 0            | 0            | III. Kerületi TVE |
| Schlosser Imre | 32 éves      | 64           | 58           | MTK               |
| Wiener Jenő    | 22 éves      | 0            | 0            | Ferencvárosi TC   |

| Lengyelország      | Lengyelország | Lengyelország | Lengyelország | Lengyelország    |
| Név                | Kor           | Vál.          | Gól           | Klub             |
| ------------------ | ------------- | ------------- | ------------- | ---------------- |
| Jan Loth           | 21 éves       | 0             | 0             | Polonia Warszawa |
| Ludwik Gintel      | 22 éves       | 0             | 0             | Cracovia Kraków  |
| Artur Marczewski   | 25 éves       | 0             | 0             | Polonia Warszawa |
| Zdzisław Styczeń   | 27 éves       | 0             | 0             | Cracovia Kraków  |
| Stanisław Cikowski | 22 éves       | 0             | 0             | Cracovia Kraków  |
| Tadeusz Synowiec   | 32 éves       | 0             | 0             | Cracovia Kraków  |
| Stefan Loth        | 25 éves       | 0             | 0             | Polonia Warszawa |
| Stanisław Mielech  | 27 éves       | 0             | 0             | Cracovia Kraków  |
| Wacław Kuchar      | 24 éves       | 0             | 0             | Pogoń Lwów       |
| Józef Kałuża       | 25 éves       | 0             | 0             | Cracovia Kraków  |
| Marian Einbacher   | 21 éves       | 0             | 0             | Warta Poznań     |
| Leon Sperling      | 21 éves       | 0             | 0             | Cracovia Kraków  |
| Mieczysław Batsch  | 21 éves       | 0             | 0             | Pogoń Lwów       |

 megjegyzés: Az adatok a mérkőzés előtti állapotnak megfelelőek!

## A meccs

A meccs kezdőjátékosainak felállása

A meccset 1921. december 18-án délután kettő órai kezdettel rendezték meg a Hungária körúti stadionban. Míg a magyarok számára ez is csak egy újabb barátságos mérkőzés volt, addig a lengyelek számára kiemelten fontos sporttörténeti esemény volt a mérkőzés 90 perce, mert 123 év után ismét láthatta a nézőközönség a lengyel válogatottat saját mezében játszani, ismételten önálló országuk képviseletében. A magyar válogatott a meccs idejére már túl volt, mintegy 80 nemzetközi mérkőzésen, ezért nem tulajdonítottak neki különösebben nagy jelentőséget. A nézőközönség mintegy 8000 fő volt, mely elmaradt az akkoriban átlagos harminc ezres nézőszámtól. Részben az időjárás, részben a latyakos talaj miatt nem látogattak ki olyan sokan a meccsre. Az időjárás miatt a pálya nedves és sáros volt, mely a lengyeleknek kedvezett. A magyarok a pálya állapota miatt nem voltak képesek hozni a megszokott energikus játékukat. 
A meccs 18. percében Szabó Jenő berúgta a meccs egyetlen gólját. A 41. percben ismét lett volna lehetősége gólt rúgni a magyar válogatottnak, ám Fogl Károly kihagyta a büntetőt. A magyar csapat a szünetben kapust cserélt. Bár több lehetőség is adódott a mérkőzés során a magyar válogatott számára, hogy gólt szerezzenek, ugyanakkor a lengyel kapus kifejezetten jól védett ezen a meccsen, így több gól nem született. 
Végül a cseh-német származású bíró, Karl Grätz lefújta a meccset 1-0 végeredménnyel, melyet mindkét oldal szurkolói örömmel vettek tudomásul. A magyar drukkerek a győzelem okán, míg a lengyel szurkolók azért voltak boldogak a meccs végén, mert végre nemzetközi meccsen vehettek részt nemzeti válogatottjukkal.

## Fordítás
Ez a szócikk részben vagy egészben  a(z)   1921 Hungary v Poland football match című angol Wikipédia-szócikk ezen változatának fordításán alapul.  Az eredeti cikk szerkesztőit annak laptörténete sorolja fel. Ez a jelzés csupán a megfogalmazás eredetét és a szerzői jogokat jelzi, nem szolgál a cikkben szereplő információk forrásmegjelöléseként.